# Митинг и концерт в Лужниках 22 февраля 2023 года
Митинг и концерт в Лужниках 22 февраля 2023 года, также «Слава защитникам Отечества» — формально приуроченные ко Дню защитника Отечества провоенный политический митинг и концерт в Лужниках, которые прошли в Москве 22 февраля 2023 года. Президент России Владимир Путин выступил на митинге с 4-минутной речью. По данным МВД России, в митинге-концерте участвовало свыше 200 тысяч человек.

## Подготовка
10 февраля 2023 года РБК со ссылкой на свои источники написала, что 21 февраля состоится послание президента Федеральному собранию, а на следующий день в Кремле планирует проведение масштабного митинга-концерта в Лужниках, в котором примет участие Владимир Путин, митинг-концерт в Лужниках должен стать неким «продолжением» послания президента Федеральному собранию, а провести его хотят максимально близко к дате годовщины вторжения на Украину. Это же подтвердили источники РИА и ТАСС, заявив, что планируется митинг-концерт на 200 тысяч человек с участием Владимира Путина.
16 февраля 2023 года издание «Сирена» обратило внимание на объявления по набору массовки на «патриотический концерт, посвященный 23 февраля» в телеграм-каналах и группах «ВКонтакте». Желающим поучаствовать предлагают 500 рублей и фирменный мерч. По заявлениям организаторов массовок, на концерте выступят «Руки Вверх!», Филипп Киркоров, Клава Кока, Стас Михайлов, Полина Гагарина, Григорий Лепс, Niletto и другие.

## Мероприятие
На стадионе было замечено много патриотической символики — российские триколоры, флаги советских воинских подразделений с лозунгом «Смерть немецким захватчикам». Символики же с латинской литерой «Z», ставшей символом российского вторжения, на стадионе не наблюдалось.
Корреспондент телеграм-канала «Можем объяснить» сообщил, что за 45 минут до начала митинга-концерта, трибуны стадиона не были заполнены «даже на половину», издание «Вёрстка» же со ссылкой на своего собеседника сообщило, что к началу события стадион был «заполнен почти полностью». Участники патриотического митинга-концерта жаловались на то, что стадион «не отапливается, там очень холодно».
На сцене появлялись российские артисты, поддерживающие вторжение. Григорий Лепс вышел первым на сцену с песней «Родина-мать», после него на сцене появились Дмитрий Дюжев, Ольга Кормухина и Дмитрий Харатьян исполнившие песню группы «Кино» — «Группа крови», Олег Газманов спел песни «Офицеры» и «Солдаты», последним из артистов на сцене выступил Shaman c песней «Встанем». Помимо артистов, на сцену выходили «ветераны российской армии» и украинские дети, вывезенные с оккуппированных территорий Украины. Дети благодарили армию РФ за спасение. У двоих из них во время осады Мариуполя от обстрела погибла мать.
Перед выступлением Путина на митинге-концерте напротив стадиона на Воробьёвых горах заметили комплекс системы ПВО «Панцирь-С1». Президента России Владимира Путина встречали криками «Путин!», «Путин!», которые позже сменились скандированием «Россия!», «Россия!». Путин выступил с короткой 4-минутной речью, в частности заявив, что «сейчас идёт бой на наших исторических рубежах, за наших людей», что военных «поддерживает вся страна» и что «каждый человек в известной степени является защитником отечества». Свою речь президент России завершил словами: «Когда мы едины, нам нет равных. За единство российского народа!». После выступления Путина был исполнен гимн России. По словам «The Moscow Times», многое из того, что сказал президент перекликается с посланием Федеральному собранию днём ранее и с предыдущими речами, которые он произносил с начала войны.